# Zell-e Soltan
Massoud Mirza Zell-e Soltan  (« l'ombre du Roi »), dit aussi Yamin-ed-Dowleh (« Main droite du gouvernement »), né le 5 janvier 1850 à Tabriz et mort le 2 juillet 1918 à Ispahan, est le fils aîné de Nassereddine Chah et de Effat-os Saltaneh, et le frère de Mozaffareddine Mirza (devenu Mozaffareddine Chah). Il n'obtint jamais le titre de Prince de la couronne à cause de l'origine non-qadjare de sa mère.
Il a exercé la fonction de gouverneur d'Isfahan entre 1874 et la révolution constitutionnelle.